# Graf prisekanega tetraedra
Graf prisekanega tetraedra je v teoriji grafov poliedrski graf – graf oglišč in robov prisekanega tetraedra. Ima 12 točk, ki odgovarjajo ogliščem telesa, in 18 povezav, ki odgovarjajo njegovim robovom. Je kubični arhimedski graf, 3-točkovnopovezan, točkovnoprehoden, ne pa tudi povezavnoprehoden.:267
|  | 4-tera simetrija | 3-tera simetrija |